# Jag - en oskuld
Jag - en oskuld (en sueco «Yo: la virgen», también conocida como Inga) es una película de explotación sexual sueca de 1968 dirigida por Joseph W. Sarno. Tres años más tarde, Sarno también dirigió la secuela Någon att älska.

## Argumento
Después de la muerte de su madre, Inga es enviada a vivir con su maquiavélica tía Greta, quien intenta convertirla en la amante de un hombre mayor rico para pagar sus deudas. El plan fracasa cuando Karl, el joven amante de Greta, se enamora de Inga y se escapa con ella.

## Reparto
- Marie Liljedahl como Inga.
- Monica Strömmerstedt como Greta Johansson, la tía de Inga.
- Thomas Ungewitter como Einar Nilsson, editor en jefe.
- Anne-Lise Myhrvold como Dagmar.
- Casten Lassen como Karl Nistad, joven escritor.
- Else-Marie Brandt como Frida Dagheim, sirvienta.
- Sissi Kaiser como Sigrid Nilsson, editora de funciones.
- Curt Ericson como Hallstroem, vendedor de botes (como Kurt Eriksson).
- Lennart Norbäck como Lothar Bjoerkson.
- Lotta Persson como Uta Dahlberg, juez.
- Anders Beling como Birger.
- Annabel Reis como Olga.
- Ulf Rönnquist como Tor.
- Kitty Kurkinen como Helga Lindqvist, joven escritora.

## Censura
El Comité Italiano para la Revisión Teatral del Ministerio Italiano de Patrimonio y Actividades Culturales no aprobó el estreno de Jag - en oskuld en Italia. El motivo de la negación, citado en los documentos oficiales, es: la inmoralidad de sus personajes y del tema, y las numerosas escenas sexuales que consideraban ofensivas a la decencia. Dos años más tarde, en 1971, la Comisión de Revisión de Películas aprobó la proyección de la película, pero la calificó como VM18: no apta para menores de 18 años. Además, el Comité impuso la remoción de las siguientes escenas: 1) la escena del ritual de la Virgen (juicio); 2) la escena de la masturbación de Inga; y 3) la escena en la que Inga y el joven se ven por tercera vez y están en la cama.